# Trennewurth
Trennewurth é um município do distrito de Dithmarschen, no estado de Schleswig-Holstein, Alemanha. Pertence al Amt de Marne-Nordsee.